# Pustertal

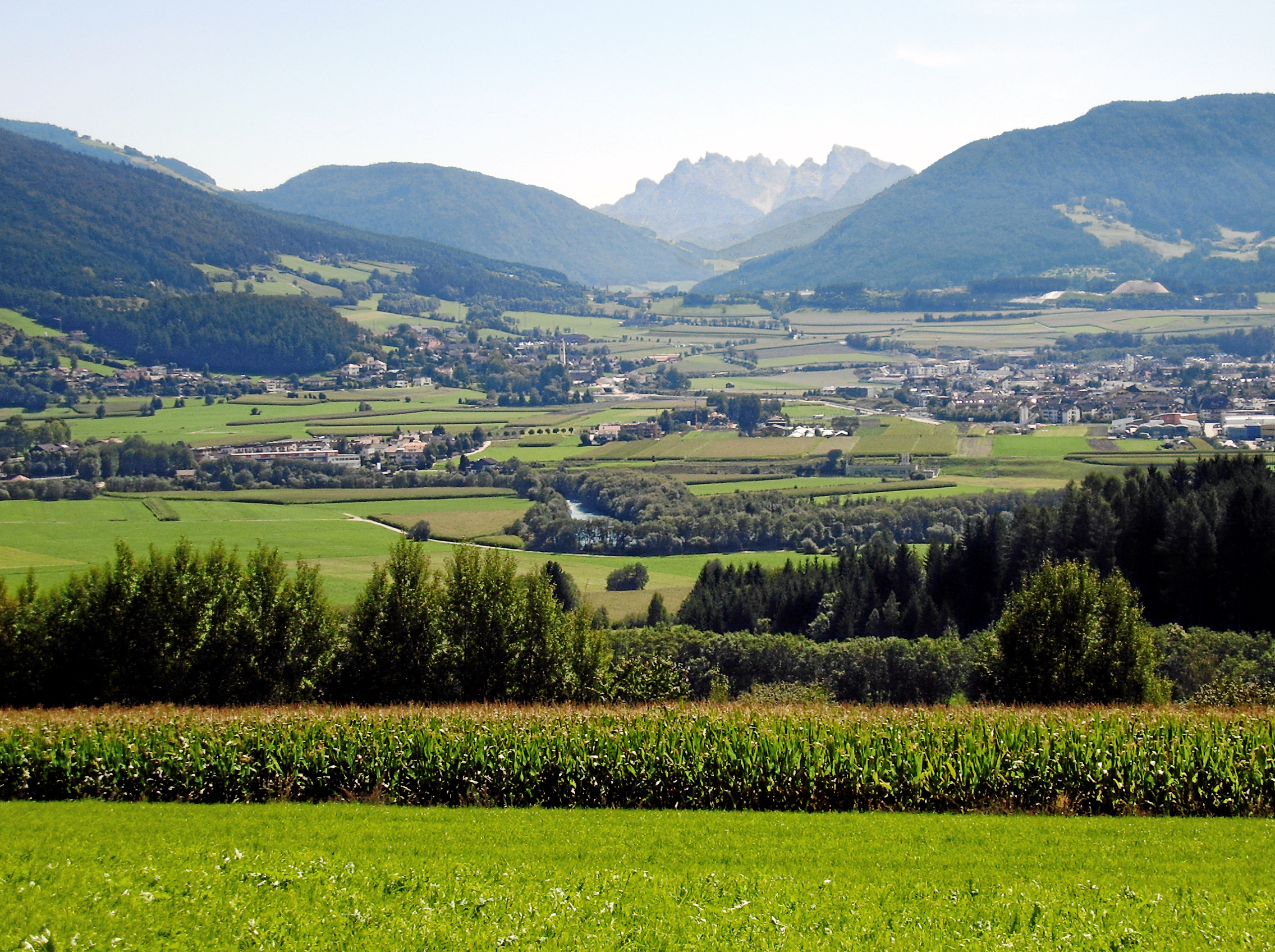
Das Pustertal bei Bruneck

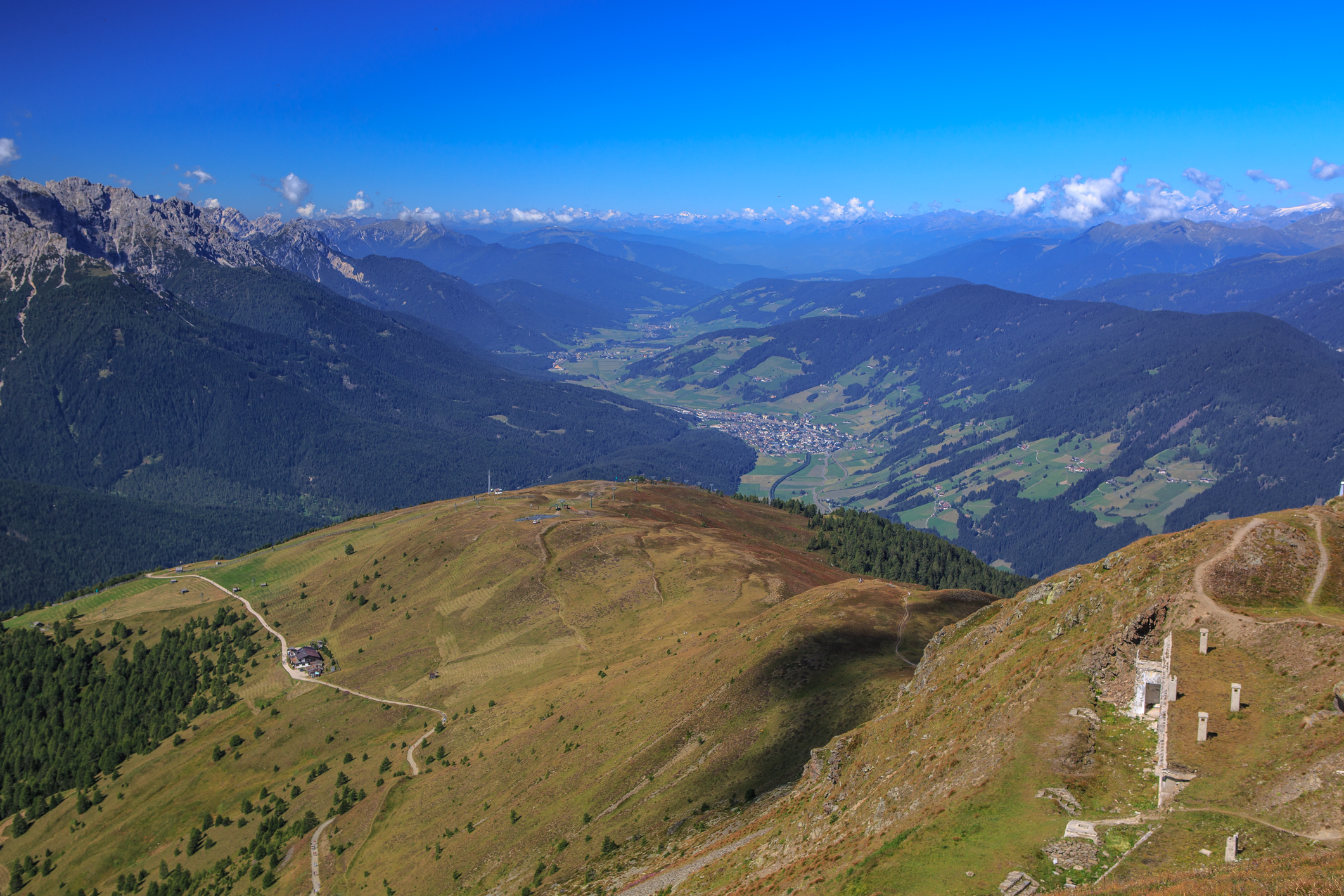
Blick über das Hochpustertal bei Innichen

Das Pustertal (italienisch Val Pusteria, ladinisch Val de Puster) ist ein im Wesentlichen in Ost-West-Richtung verlaufendes Alpen-Tal. Der Großteil des Tals liegt in Südtirol (Italien), der östlichste Abschnitt in Osttirol (Österreich). Das Pustertal bildet hydrogeographisch keine Einheit: Die Westhälfte des Tals wird von der Rienz und weiter über das Flusssystem der Etsch zur Adria hin entwässert, die Osthälfte von der Drau und weiter über das Flusssystem der Donau zum Schwarzen Meer. Das grob in der Mitte des Tals befindliche Toblacher Feld ist die Talwasserscheide.
Häufig wird unter Pustertal nur der Südtiroler Teil des Tales verstanden. Die dortigen Gemeinden bilden zusammen mit denen mehrerer Seitentäler die Bezirksgemeinschaft Pustertal.

## Geologisch-geografische Beschreibung

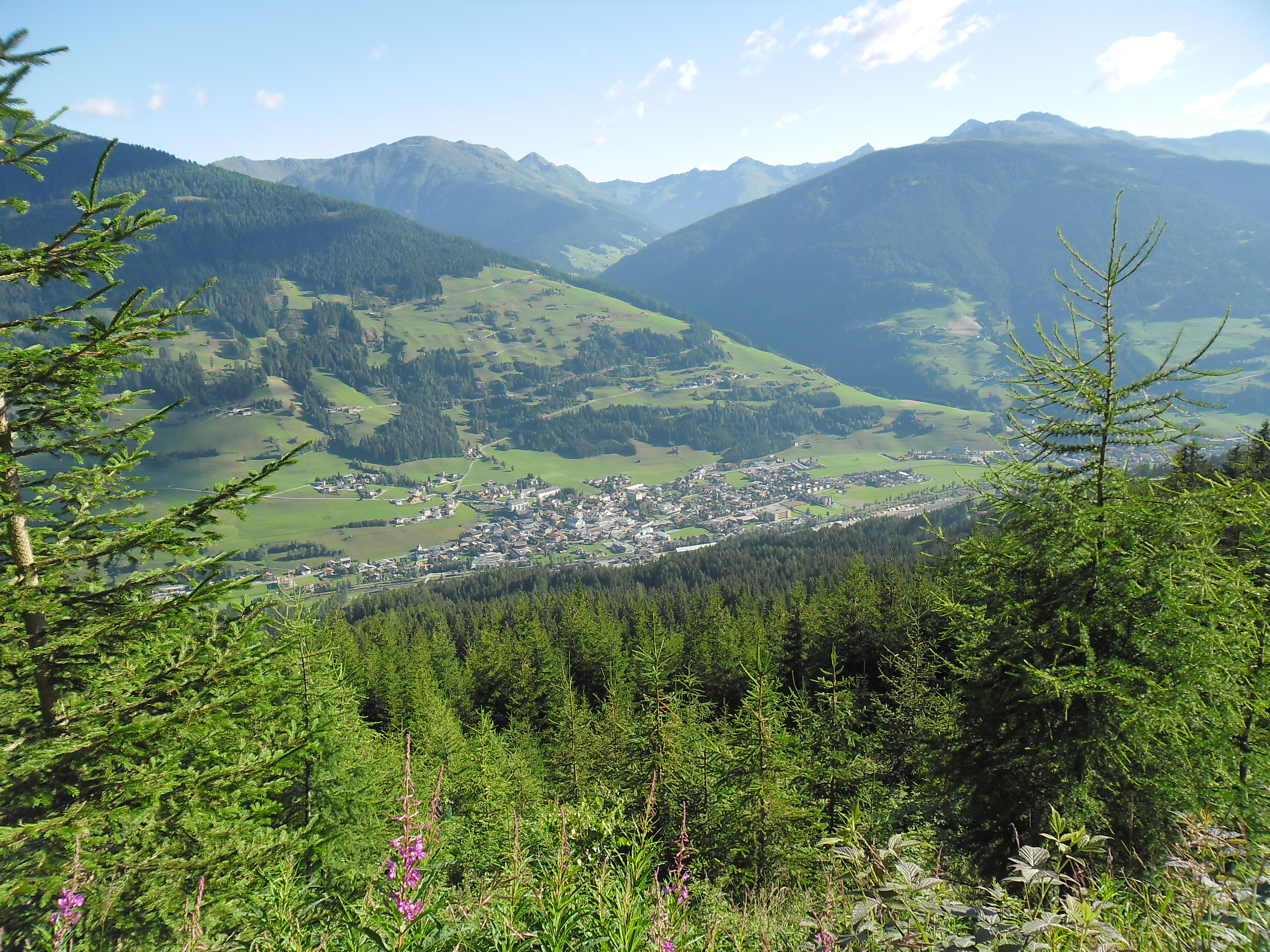
Das Pustertal bei Sillian

Das Pustertal, auch das „Grüne Tal“ genannt, ist im Wesentlichen ein Teil der „Periadriatische Naht“ genannten Verwerfung, die die Südalpen von den Zentralalpen (und damit meist auch die Kalkalpen von den zentralen Gneismassiven und Schiefergebirgen) trennt. Es entwässert zur Hälfte durch die Rienz nach Westen (und weiter über Eisack und Etsch in die Adria), zur anderen Hälfte durch die Drau nach Osten (und weiter über die Donau ins Schwarze Meer). Die Wasserscheide liegt im flachen Talboden auf dem Toblacher Feld bei Toblach. Als Westgrenze des Pustertals wird entweder die Mühlbacher Klause oder der Brixner Talkessel angesehen, wo das Pustertal in das Eisacktal einmündet. Den östlichen Teil bezeichnet man auch als „Hochpustertal“. Östlich von Sillian verlässt das Pustertal die Periadriatische Linie (die ins Gailtal hinüberwechselt) und zieht ostnordostwärts nach Lienz hinunter. Die Lienzer Klause gilt heute als östliche Begrenzung des Pustertals, obwohl noch bis in das frühe 20. Jahrhundert das Kärntner Tor als Ostgrenze des Pustertals galt.
Die Ortschaften im Tal befinden sich auf einer Höhe von 750 bis 1250 Meter über dem Meeresspiegel, die wichtigsten davon sind im westlichen Pustertal Toblach, Welsberg, Olang und Bruneck, im östlichen Pustertal Innichen und Sillian.
Die größten Seitentäler sind nordseitig von West nach Ost Vals, Pfunders, Taufers, Wielenbach, Antholz, Gsies, das Silvestertal und Villgraten. Südseitig befinden sich von West nach Ost das Gadertal, Prags, das Höhlensteintal, Sexten und das Gailtal.

## Etymologie
Ignaz Paprion war der erste, der den Namen Pustertal vom slawischen Wort „pust“ (öde, unfruchtbar) herleitete. Dieser Ansicht schlossen sich später Historiker wie beispielsweise Joseph von Hormayr und der Slawist Franz Miklosich an. Karl Finsterwalder hingegen führte den Namen auf einen keltischen Personennamen, nämlich Busturus, möglicherweise ein Stammesfürst der Saevaten, zurück; auch der Ortsname Vintl sei keltischen Ursprungs. Auch Heinz Dieter Pohl führt aus, dass der Name nicht aus dem Slawischen hergeleitet werden könne, denn die Slawen seien nie so weit nach Westen vorgestoßen (die Westgrenze des slawischen Gebietes war die Lienzer Klause). Der Name Pustrissa bzw. Pustrussa (als solcher 974 bezeugt) stamme aus keltischem Substrat, wie auch Innichen (Gebiet des Indius). Die Endung -issa sei in keltischen Toponymen in der Regel an Personennamen angefügt, um damit eine Örtlichkeit zu bezeichnen, die der Person gehört (z. B. Vindonissa = Ort eines Vindonos, Katsch aus Katissa = Ort eines Katos). So sei auch Pustrissa als abgeleitet vom keltischen Personennamen Busturus (in Noricum Busturus und in Pannonien Busturo) zu interpretieren (pagus Pustrissa = Gau des Busturus).

## Geschichte

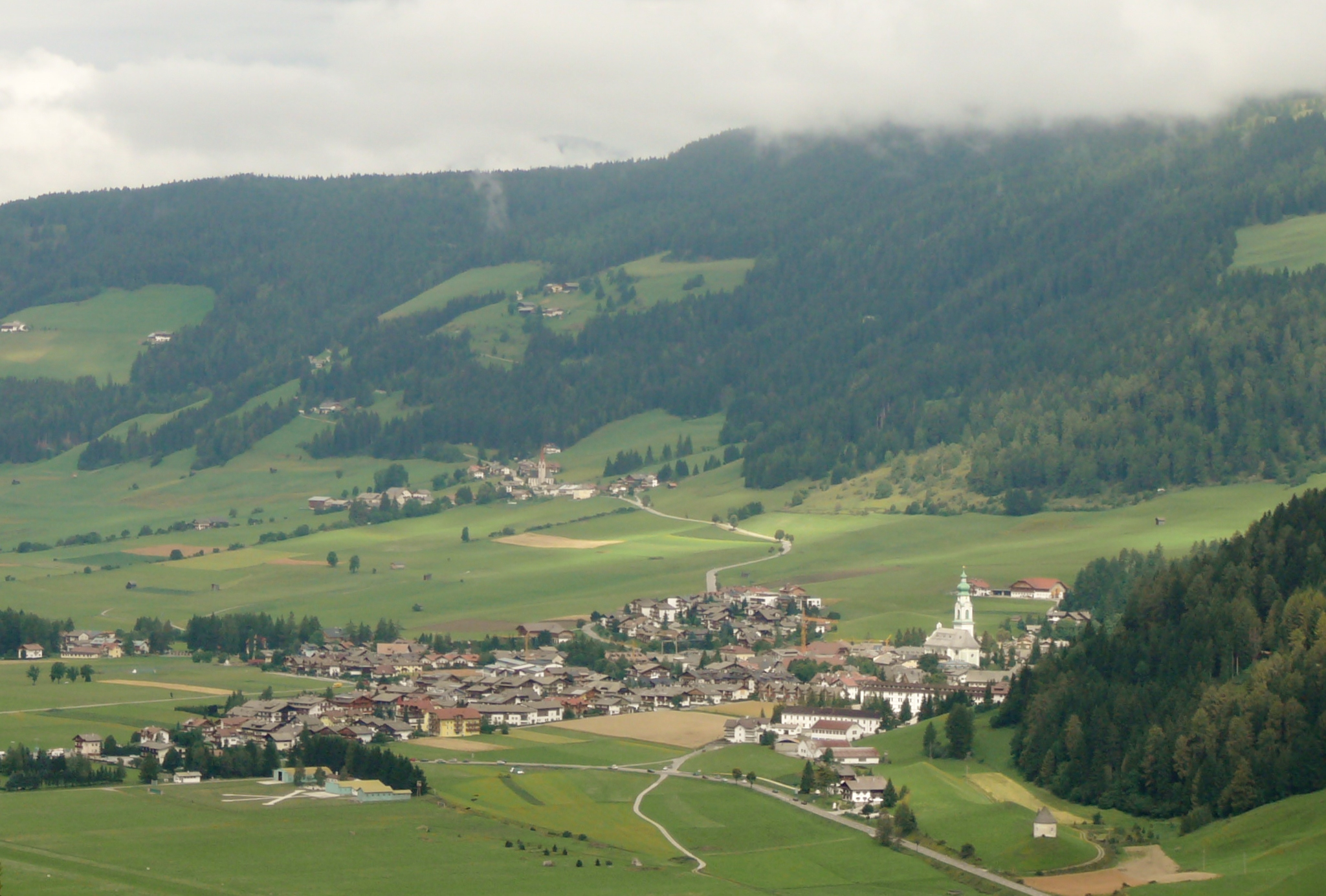
Toblach am Toblacher Feld

Vor der kriegerischen Landnahme durch die Römer lebten im Tal Kelten (Stamm der Saevaten) und eine kleinere Anzahl Räter. Das Pustertal zählte zum keltischen Königreich Noricum. Das Tal dürfte spärlich besiedelt gewesen sein. Zwischen Olang und Rasen gab es eine frühgeschichtliche Siedlung in der Nähe des Gräberfelds Windschnur. Beim heutigen St. Lorenzen stand das keltische Oppidum Sebatum und bei Innichen eine kleine, vermutlich keltische Siedlung namens Littamum, die später von den Römern zu einer Straßenstation ausgebaut wurde. Auch Vintl wird vom Namen her als keltisch eingeordnet und es ist dort eine frühgeschichtliche Wallburg nachzuweisen.
Die Eroberung durch die Römer erfolgte 15 v. Chr. im Zuge der Augusteischen Alpenfeldzüge. Sie bauten die Via Julia Augusta durch das Tal, die heute noch teilweise nachweisbar ist. Nach dem Zerfall des Römerreiches siedelten sich Bajuwaren an. Das Toblacher Feld, die höchstgelegene Fläche des Pustertals, war zwischen 590 und 600 Schauplatz der ersten Zusammenstöße zwischen den Bajuwaren unter Herzog Tassilo I., die sich nach Südosten ausbreiten wollten, und den Alpenslawen, die selbiges in die Gegenrichtung vorhatten, aber daran gehindert wurden.
Im Pustertal und seinen Nebentälern (außer Gadertal) finden sich aufgrund der relativ frühen germanischen Besiedlung die meisten deutschstämmigen Hof-, Flur- und Ortsnamen in Südtirol. Wegen des Fehlens von Reihengräbern geht man von einer großen bajuwarischen Besiedelung zwischen 700 und 750 n. Chr. aus. 769 initiierte Herzog Tassilo III. die Gründung des Klosters Innichen zur Slawenmissionierung. Einige Zeit später (783) gehört dieser Teil des Hochpustertals zum Hochstift Freising (bis 1803).
Der Sieghardinger Engelbert IV. ist als einer der Inhaber der Gaugrafschaft Pustertal bekannt. Durch Heirat mit dessen Tochter Richardis von Lavant kam Siegfried I. von Spanheim († 1065) in den Besitz der Grafschaft. Siegfrieds Sohn Engelbert I. wurde im Zuge des Investiturstreits 1091 der Grafschaft (comitatum situm in valle Bustrissa) enthoben, und es wurden die Bischöfe von Brixen durch kaiserliche Schenkung mit der Grafschaft betraut, die von der Mühlbacher bis zur Lienzer Klause reichte.
Otto von Andechs, Bischof von Brixen, belehnte 1165 seinen Bruder Berthold III. mit den Grafschaften Puster- und Norital. Mit dem Aussterben der Andechser 1248 gelangten die Grafen von Tirol in den Besitz der Grafschaft Pustertal.
1253 erlosch die Linie der Tiroler, und Meinhard I., Schwiegersohn des letzten Grafen von Tirol Albert III., erbte u. a. das Pustertal. Nach seinem Tod im Jahre 1258 teilten dessen Söhne Meinhard II. und Albert 1271 das gemeinsame Herrschaftsgebiet, wobei das Pustertal Albert zufiel. 1500 starb das Geschlecht der Meinhardiner aus. Gemäß Erbvertrag übernahm Maximilian I. von Habsburg die Herrschaft über das Gebiet, das nun mit der übrigen Grafschaft Tirol vereint wurde.
Die heutige Grenze zwischen Italien und Österreich im Pustertal entstand erst infolge des Ersten Weltkriegs durch das Inkrafttreten des Vertrags von Saint-Germain im Jahr 1920. Obwohl zunächst eine Grenzziehung über die Linie der Wasserscheide (also quer über das Toblacher Feld) vorgesehen war, erhielt Italien mit Innichen und Sexten auch Gebiete östlich davon. Die Staatsgrenze verläuft seither an einer Engstelle des Tals zwischen Winnebach und Sillian.

## Dialekt
Grundsätzlich ist der Pusterer Dialekt eine südbairische Mundart. Am Nasner Bach verläuft die Sprachgrenze zwischen dem Ober- und dem Unterpustertaler Dialekt. Besonders für die Kernzone bei Bruneck gelten einige distinktive Charakteristika wie etwa:
| Charakteristikum                                                         | Mundart                     | Standard                    | Anmerkung |
| ------------------------------------------------------------------------ | --------------------------- | --------------------------- | --- |
| Schwa-Laut [ə] in der Silbencoda wird immer realisiert                   | Sunne, triabe, Bische ente? | Sonne trübe Bist du drüben? | Manchmal sogar da, wo das Standarddeutsche keinen hat, z. Bsp. schiane (schön), volle (voll/sehr). Wenn im Mittelhochdeutschen ein Schwa-Laut als Coda vorhanden war, ist dieser heute noch realisiert, z. Bsp. mitegian (mitgehen, mhd. mite-gân), Maure (Mauer, mhd. mūre) |
| [uː] wird durch ein hinzugefügtes [ɪ] gedehnt                            | guit Bui vosuichn           | gut Bub versuchen           | Typisches Pusterer Merkmal. Östlich von Welsberg und westlich von Vintl statt ui vermehrt ua. Im Antholzertal teils sogar ue (guet). |
| Das Infinitivmorphem wird nach Nasal- und Laterallauten nicht realisiert | kemm well lern              | kommen wollen lernen        | Nach anderen Lauten wird es realisiert: hom (haben), redn (reden), rearn (weinen), etc. |

## Verkehr

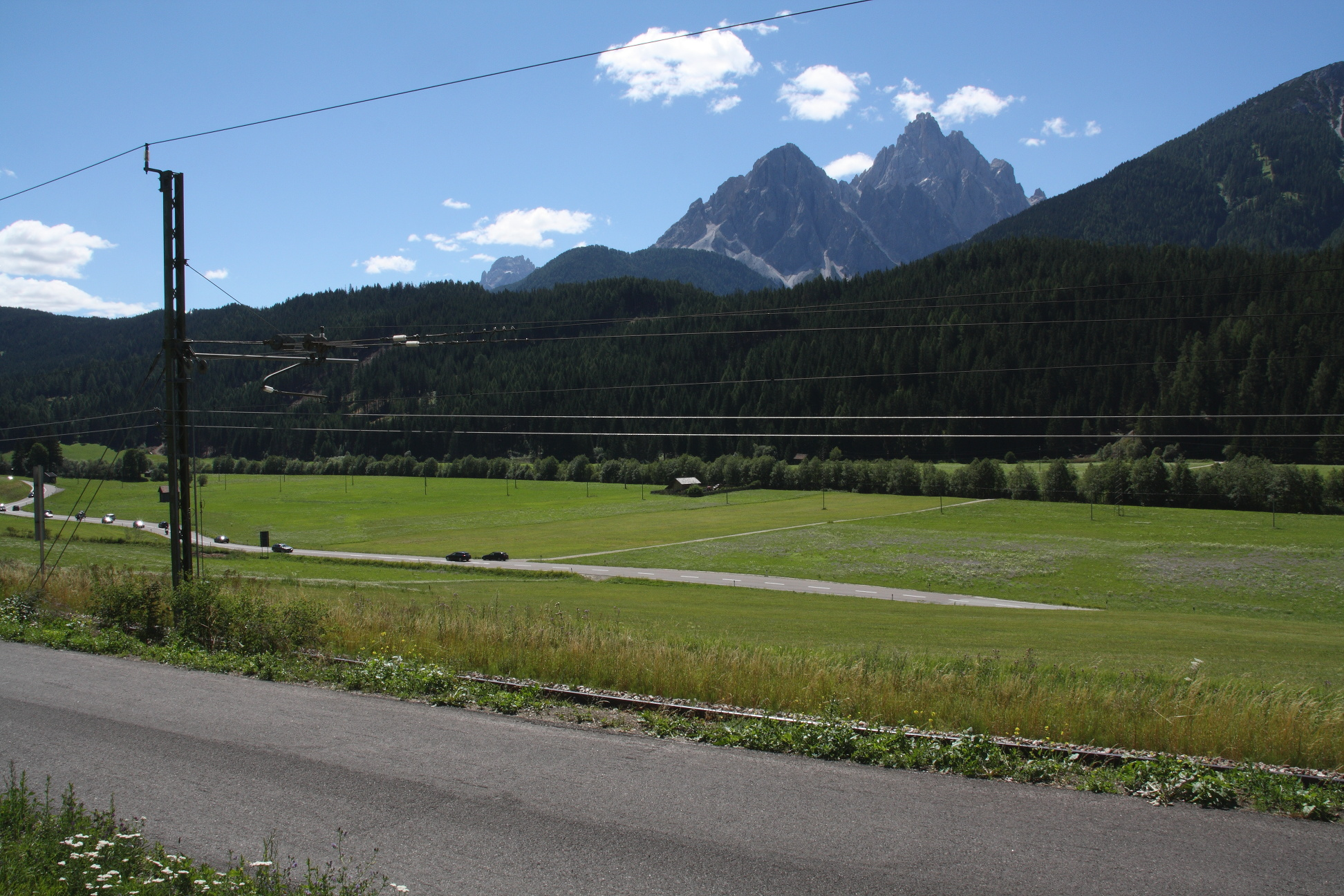
Drauradweg, Pustertalbahn und Pustertalstraße, im Hintergrund: Dreischusterspitze

Durchgängig verkehrstechnisch erschlossen ist das Pustertal über die Staatsstraße 49 und die Drautal Straße B 100, die zusammen Teil der Europastraße 66 sind. Der Schienenverkehr läuft über die Pustertalbahn, die in Innichen in die Drautalbahn übergeht. Zudem besteht ein durchgängiger Radweg, der innerhalb Südtirols als Radroute 3 „Pustertal“ und zwischen Toblach (bzw. Innichen) und Lienz auch als Drauradweg bekannt ist.

## Sage
Die Südtiroler Sage von der Trude, dem Kind im Schatten, das dem Ritter Scharhart gehorchen muss und wie dieser dann doch im gerichtlichen Zweikampf gegen Marhild umkommt, spielt im Pustertal.
Ebenfalls im Hochpustertal angesiedelt ist die Sage über den Riesen Haunold, der an der Quelle Admirabus im innersten Villgratental aufwächst, den Hunnenfürsten von Heinfels im Zweikampf überwindet und am Bau des Klosters Innichen mitwirkt, ehe er in den gleichnamigen Berg entrückt wird.
Historisch verbürgt ist der Zauberer Thurn Urban, der am Thurntaler sein Unwesen getrieben haben soll und in Vierschach hingerichtet wurde.
Erzählungen über die Wilde Fohre und den umgehenden Schuster sind besonders im östlichen Pustertal verbreitet.